# Chetogena paradoxa
Chetogena paradoxa är en tvåvingeart som först beskrevs av Brauer och Julius Edler von Bergenstamm 1893.  Chetogena paradoxa ingår i släktet Chetogena och familjen parasitflugor. Inga underarter finns listade i Catalogue of Life.